# دوریایل
دوریایل (به لاتین: Dhuriail) یک روستا در بنگلادش است که در استان باریسال و در ناحیه باریسال واقع شده است.